# Weihnachtsmarkt Hannover

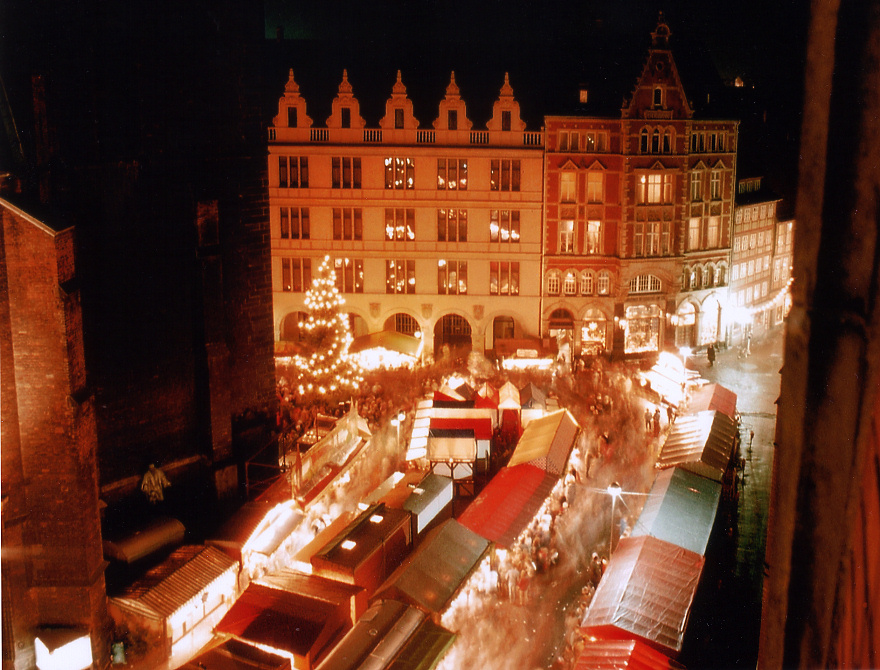
Weihnachtsmarkt in der Altstadt, Marktkirche links, 1983

Der Weihnachtsmarkt Hannover findet jährlich in der Adventszeit an mehreren Stellen in der Stadt Hannover statt. Am populärsten ist der historische Weihnachtsmarkt in der Altstadt an der Marktkirche, der inzwischen vom Leineufer teilweise über mehrere Straßen, den zentralen Kröpcke bis zum Ernst-August-Platz südwestlich des Hauptbahnhofs führt. Auch der Weihnachtsmarkt auf der Lister Meile ist neueren Datums. Die Weihnachtsmärkte sind von Ende November bis zum 22. Dezember zwischen 11 und 21 Uhr geöffnet. Zum Weihnachtsmarkt gehört eine übergroße Weihnachtspyramide am Kröpcke.

## Geschichte

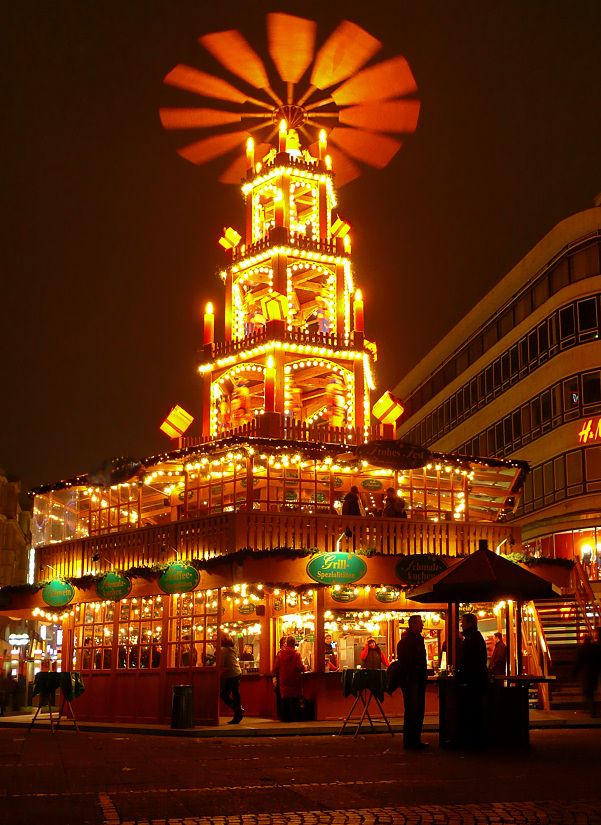
Weihnachtspyramide auf dem Kröpcke

Der Weihnachtsmarkt auf dem Altstädter Marktplatz an der Marktkirche ist wahrscheinlich aus Wochenmärkten hervorgegangen und hat eine Tradition, die Ende des 18. Jahrhunderts einsetzte. Schriftliche Erwähnung fand der Markt erstmals 1813. Ursprünglich hieß er Christmarkt und fand drei Tage lang vor dem Weihnachtsfest statt. Hannoversche Adressbücher erwähnten um 1900, dass auf dem Markt nur weihnachtstypische Waren und Bastelarbeiten angeboten werden durften. 1906 wurde der Markt auf eine Woche verlängert, 1939 auf zwei Wochen unter Zulassung auswärtiger Anbieter. 1974 erlaubte die Marktordnung einen dreiwöchigen Markt.
Ab den 1950er Jahren nahm die Zahl der Buden zu, und es wurden vermehrt weihnachtsferne Dinge angeboten. Durch beständige Kritik an der abnehmenden Attraktivität des Marktes wurde in den 1990er Jahren die Zahl der Getränke- und Imbissstände beschnitten. Außerdem weitete sich die Veranstaltung vom Marktplatz aus auf weitere Straßenzüge im historischen Stadtkern, wie den Holzmarkt und den Ballhofplatz, aus. Auch durch verstärkt kunsthandwerkliche Angebote erlangte der Weihnachtsmarkt seither ein höheres Niveau.
1994 wurde in der Georgstraße eine Weihnachtspyramide als touristische Attraktion aufgebaut; sie wurde im Laufe der Jahre zweimal durch eine größere ersetzt. Sie steht inzwischen am Kröpcke und stellte im Jahr 2014 mit 18 Metern Höhe die größte begehbare Weihnachtspyramide der Welt dar.

## Altstadt-Weihnachtsmarkt
Der traditionelle Altstadt-Weihnachtsmarkt im historischen Stadtkern findet mit über 130 Ständen (Stand: 2018) rund um die Marktkirche statt. Wegen des stimmungsvollen Ambientes in einigen Straßenzügen mit Fachwerkhäusern gilt er als touristische Attraktion mit großer Anziehungskraft. 2012 verzeichnete er rund 1,8 Millionen Besucher. Für das Jahr 2015 waren 130 Stände angemeldet. Zusammen mit den Ausläufern in den Straßen zum Kröpcke sind es rund 170 Buden.

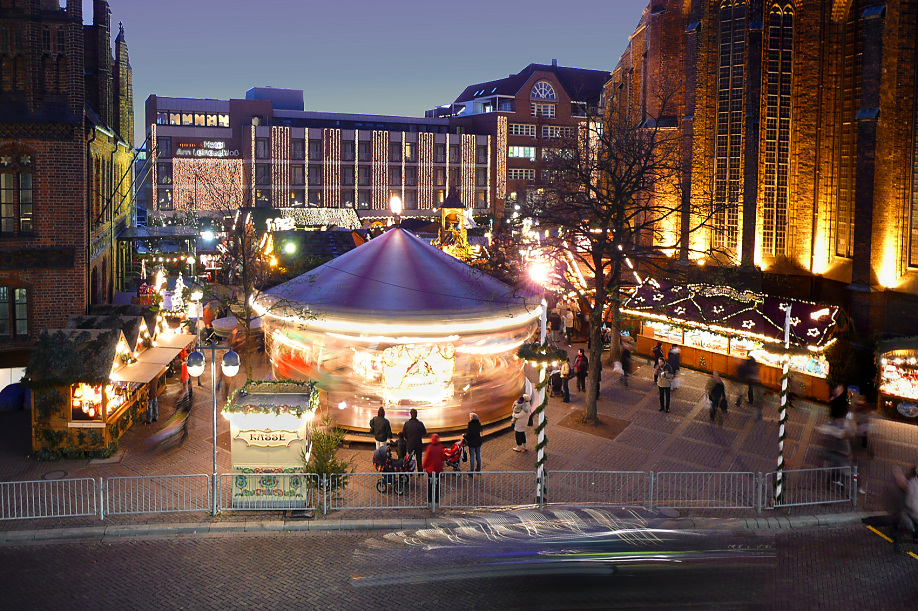
Altstadt-Weihnachtsmarkt zwischen Altem Rathaus links und Marktkirche rechts

Das heutige Angebot des Marktes ist weit gestreut und umfasst neben Gastronomie unter anderem Christbaumschmuck, Holzspielsachen, kunstgewerbliche Dinge. Auf dem Markt sind traditionelle Herstellerregionen für Weihnachtsbedarf, wie das Erzgebirge und der Thüringer Wald, vertreten. Auf einer Bühne findet ein Musikprogramm statt. Auch präsentieren Glasbläser, Töpfer und Kerzenmacher ihr Handwerk.
Der Weihnachtsmarkt dehnt sich bis zum Ballhofplatz aus, wo das Finnische Weihnachtsdorf aufgebaut ist. Dort werden kulinarische Spezialitäten aus Finnland und landestypische Handwerksarbeiten angeboten.
Am Historischen Museum wurde ein mittelalterliches Weihnachtsdorf eingerichtet. An zeitgemäßen Marktständen bietet entsprechend gekleidetes Verkaufspersonal Waren und Gastronomie im Stil des Mittelalters an. Es finden auch Handwerksvorführungen statt, wie Schmieden und Filzen.
Auf dem Holzmarkt am Leibnizhaus wurde 2009 erstmals mit 50 Fichten aus dem Harz mit 50 Tannen ein 400 m² großer Wald (Wunschbrunnenwald) aufgebaut, in dem sich Buden befinden.

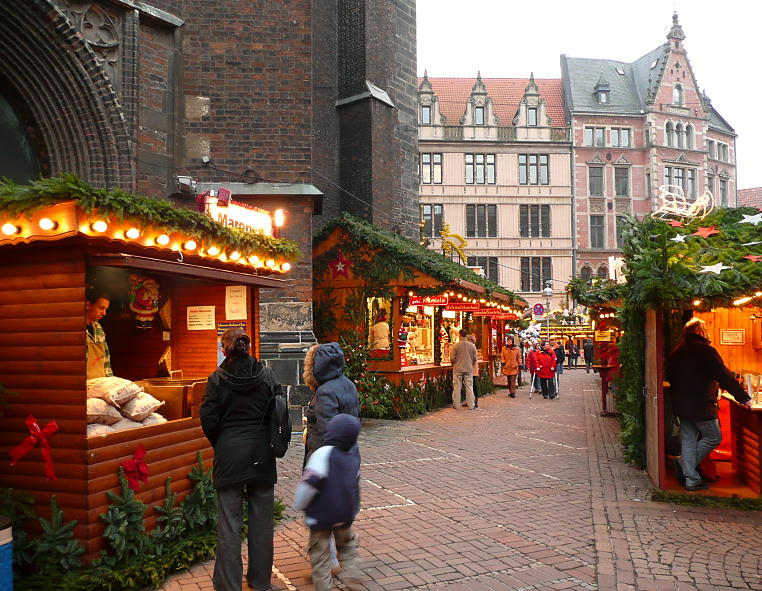
Altstadt Weihnachtsmarkt, links Marktkirche
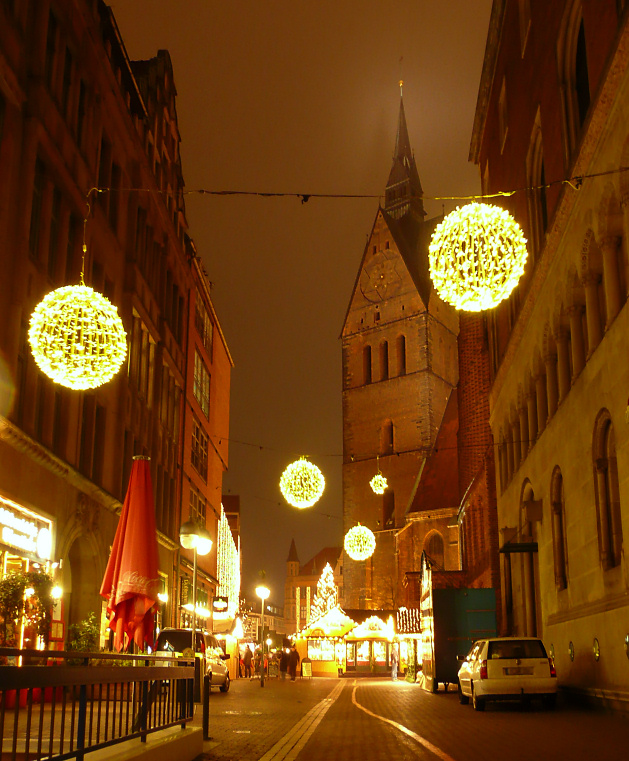
Blick zur Marktkirche
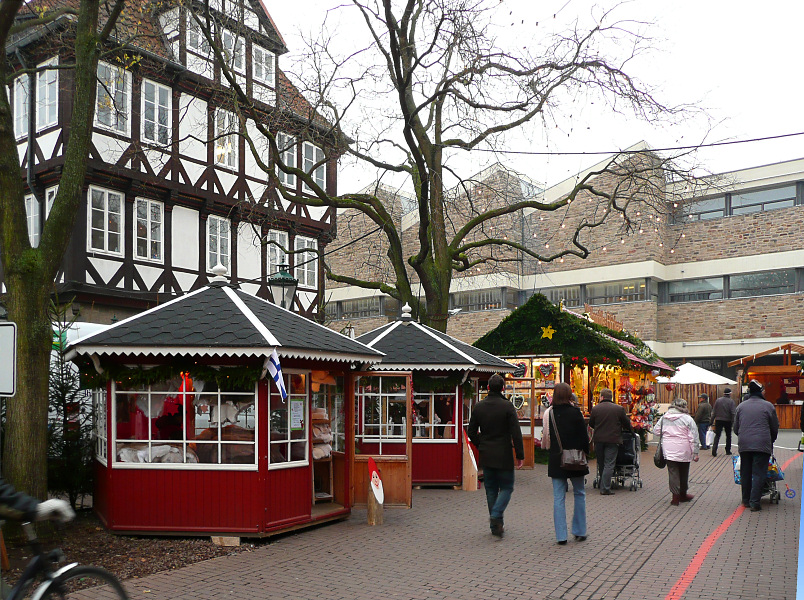
Finnisches Weihnachtsdorf, dahinter Historisches Museum, auf dem Boden der Rote Faden
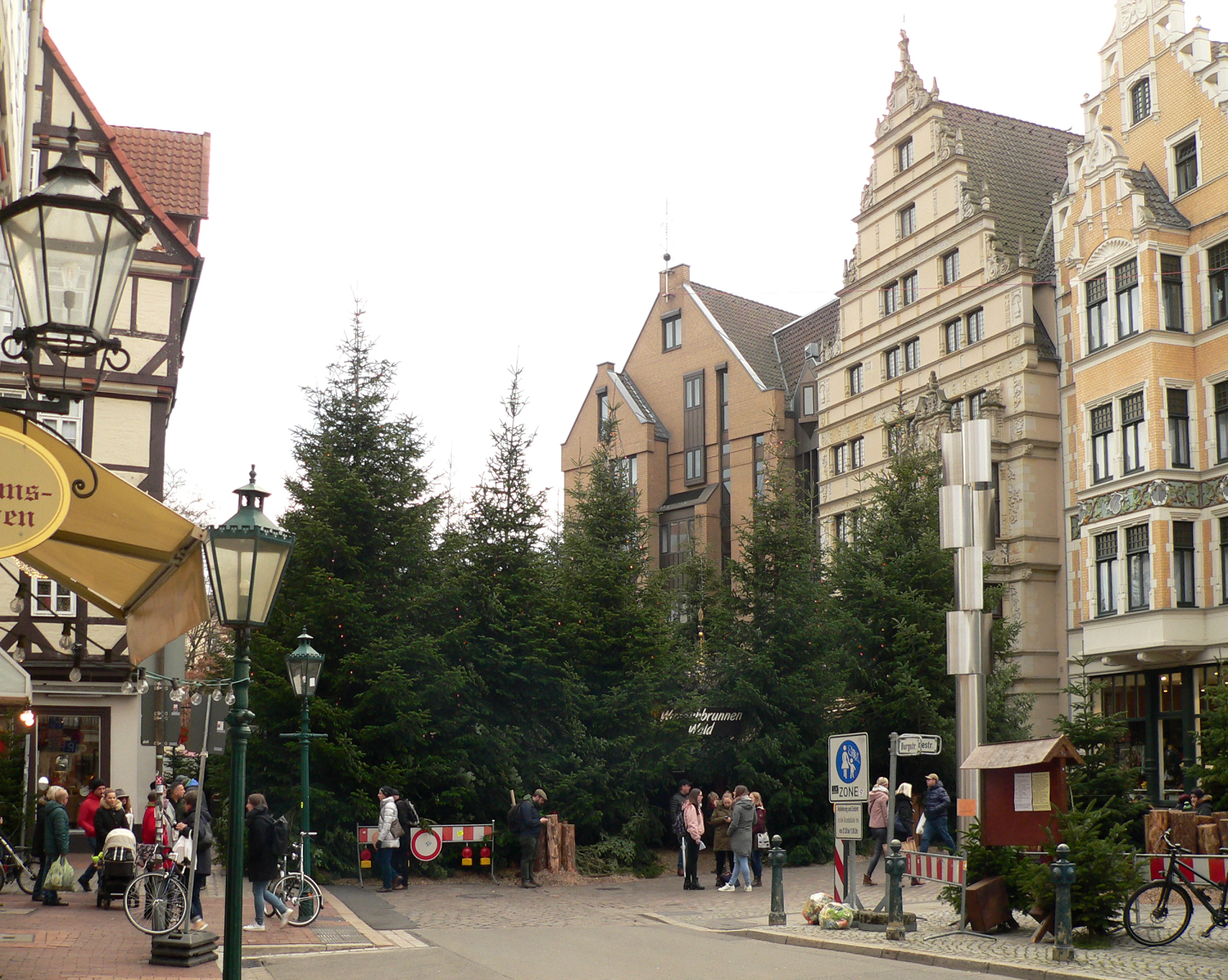
Fichtenwald auf dem Holzmarkt
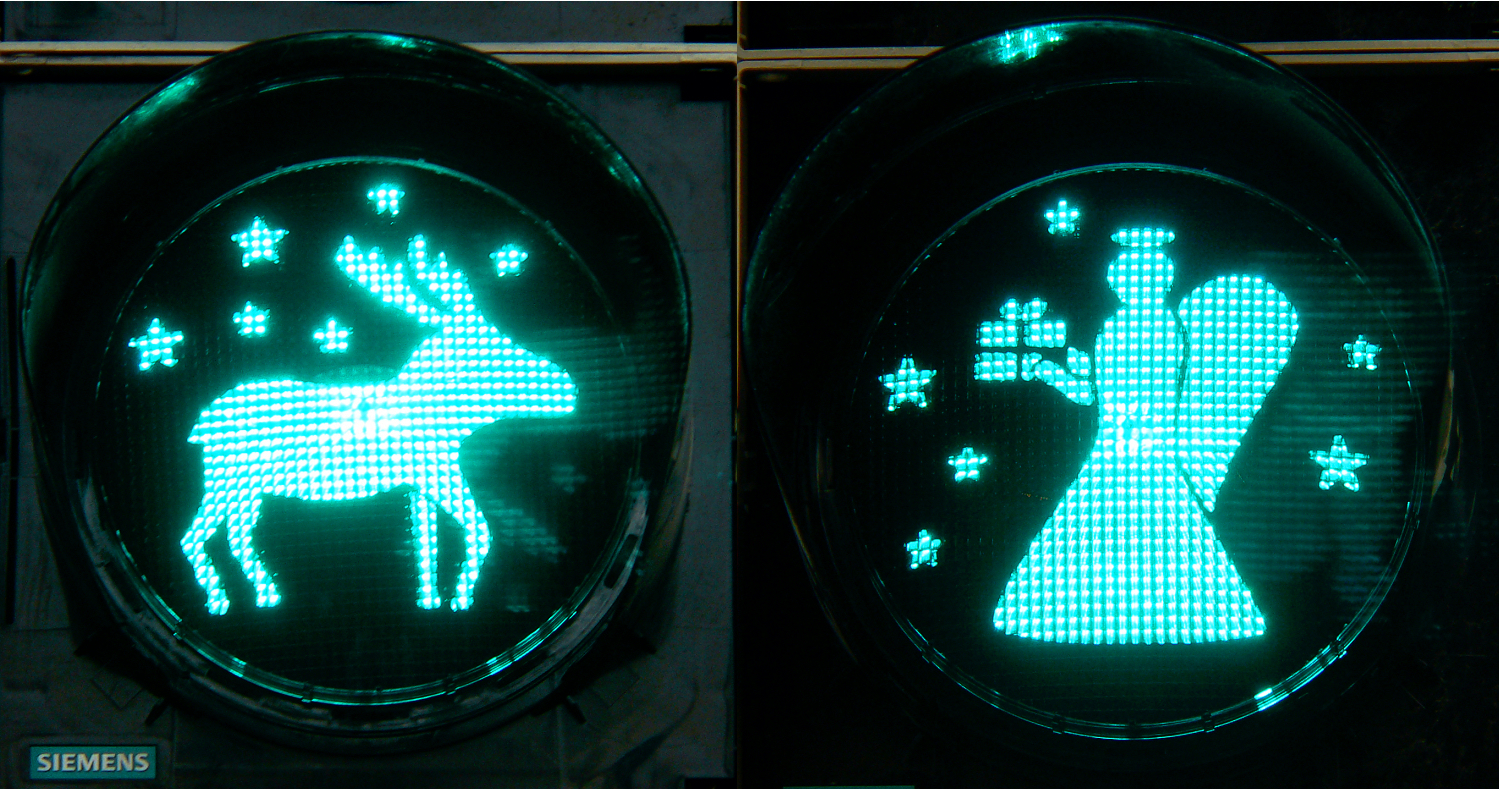
Fußgängerampeln am Altstadt Weihnachtsmarkt mit Elch und Engel als Ampelmännchen

## Weihnachtsmarkt Ernst-August-Platz

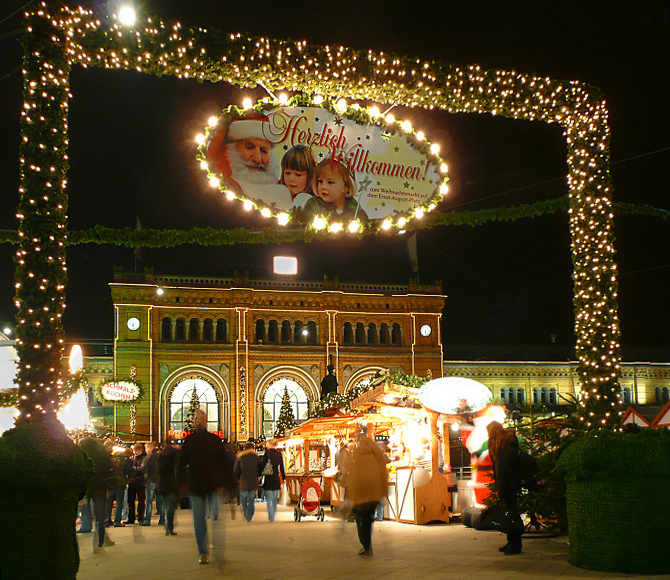
Eingang zum Weihnachtsmarkt am Hauptbahnhof

Mit dem Markt in der Altstadt verbunden ist der Weihnachtsmarkt auf dem Ernst-August-Platz, dem Vorplatz des Hauptbahnhofs. Er wurde im Jahr 2000 eingeführt und richtet sich vor allem an Bahnreisende. Seit 2009 bleibt er bis zum 30. Dezember geöffnet. Für das Jahr 2018 waren 40 Stände angemeldet. Seit 2023 heißt der Markt Weihnachtsdorf Hannover, wird vom Circus Theater Roncalli veranstaltet und bietet über 50 Stände, ein historisches Riesenrad und weitere Attraktionen.

## Lister-Meile-Weihnachtsmarkt

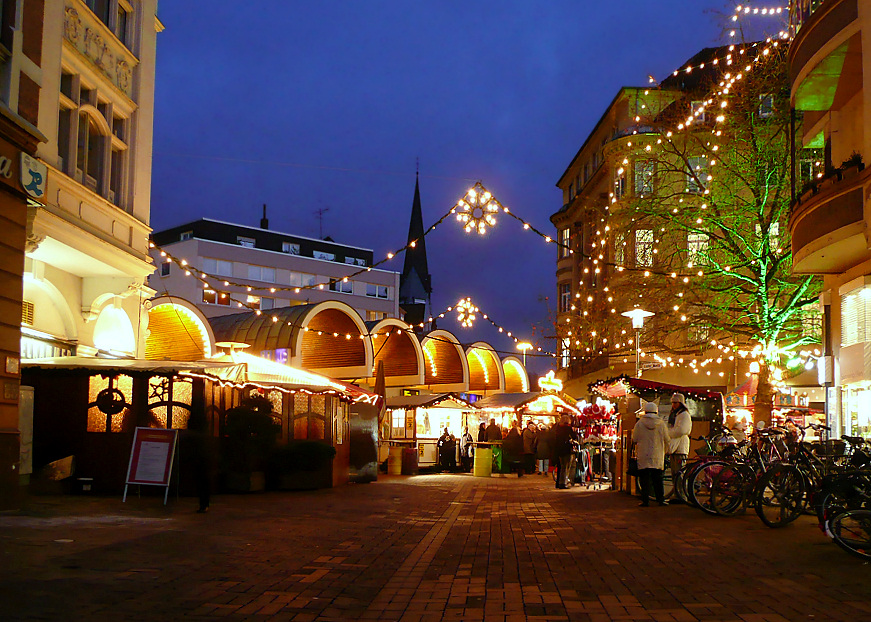
Lister Platz mit Lister-Meile-Weihnachtsmarkt

Der mehrere hundert Meter lange Weihnachtsmarkt auf der Lister Meile findet seit 1989 statt. 2008 waren auf ihm rund 75 Stände vertreten, 2015 wurden 70 angemeldet. Organisator des Marktes ist eine Werbegemeinschaft von Geschäftsinhabern, deren Läden sich entlang der Fußgängerzone befinden. Traditionell dominiert bei den Ständen auf der Lister Meile das Kunstgewerbe, die übliche Würstchen- und Glühwein-Gastronomie von Weihnachtsmärkten ist stark unterrepräsentiert. Eine Besonderheit ist das dreimal täglich stattfindende Kaspertheater.

## Weitere Weihnachtsmärkte
Darüber gibt es in der Vorweihnachtszeit in der gesamten Stadt einzelne Weihnachtsmärkte, die meist nur an einem Tag stattfinden. Zu den Märkten an besonderen oder historischen Orten zählen Veranstaltungen am Lindener Turm, am Kinderkrankenhaus auf der Bult, auf dem Fiedelerplatz, an der Pinkenburg, in den Herrenhäuser Gärten, im Ihme-Zentrum, im Wilhelm Busch Museum und im Kulturzentrum Faust. Weihnachtsmärkte finden ebenfalls an Kirchen statt, wie  der Bothfelder St. Nicolai-Kirche, der Kirchröder Jacobikirche, der Herrenhäuser Kirche, der Lindener Bethlehemkirche, der Misburger Johanniskirche, der Lutherkirche und der Edelhofkapelle.